# Courtrizy-et-Fussigny
Courtrizy-et-Fussigny – miejscowość i gmina we Francji, w regionie Hauts-de-France, w departamencie Aisne.
Według danych na styczeń 2014 roku gminę zamieszkiwało 66 osób, a gęstość zaludnienia wynosiła 15,9 osób/km².